# La Almunia de Doña Godina
La Almunia de Doña Godina ist die Hauptstadt der Comarca Valdejalón in der spanischen Provinz Saragossa. Sie liegt etwa 50 Kilometer westlich von Saragossa auf halber Strecke nach Calatayud an der Autobahn A-2. Der Fluss Jalón durchfließt das Gemeindegebiet.
Im Stadtbild ragt der Kirchturm der Iglesia de la Asunción de Nuestra Señora (Mariä Himmelfahrts-Kirche) heraus, ein Beispiel der Mudéjar-Architektur in Aragonien. Regional bekannt ist La Almunia darüber hinaus für die dort befindliche Escuela Universitaria Politécnica de La Almunia (EUPLA), die zur Universität Saragossa gehört. An der EUPLA werden die Ingenieursstudiengänge Maschinenbau, Elektrotechnik, Agrarwesen, Garten- und Feldbau, Informatik, Technische Architektur und Bauingenieurwesen für Öffentliche Bauten gelehrt.

## Einzelnachweise

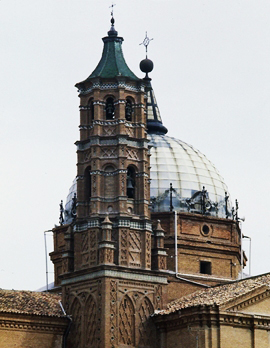
Mariä Himmelfahrts-Kirche